# It's Your Life
It's Your Life è il terzo singolo della cantante di musica cristiana contemporanea statunitense Francesca Battistelli, pubblicato nel 2009 dall'etichetta discografica Fervent Records. Il brano è incluso nel secondo album dell'artista, intitolato My Paper Heart.
Ha raggiunto la dodicesima posizione della classifica di musica cristiana statunitense. È inoltre il primo singolo di Francesca Battistelli ad entrare nella Billboard Hot 100 e nella classifica digitale, dove ha raggiunto la sessantottesima posizione.

## Classifiche
| Classifica (2009)                  | Posizione massima |
| ---------------------------------- | ----------------- |
| U.S. Billboard Hot 100             | 95                |
| U.S. Billboard Hot Christian Songs | 12                |